# Línea 32 (Avanza Zaragoza)
La línea 32 es una línea regular diurna de Avanza Zaragoza. Realiza el recorrido comprendido entre el distrito de Santa Isabel y el barrio de La Bombarda del distrito de Delicias en la ciudad de Zaragoza (España).
Tiene una frecuencia media de 6 minutos.
Se inauguró en el año 1975 con el recorrido 32 (Gállego - Delicias) y venía a sustituir la línea de trolebús Gallego. Tuvo un servicio corto Gállego-Coso. También llegó a tener un recorrido por Echegaray y Caballero, pero con la clausura de la línea 45 se hizo el recorrido actual para conectar el centro con Santa Isabel

## Recorrido

### Sentido La Bombarda
Avenida Real Zaragoza, avenida Santa Isabel, avenida Cataluña, plaza Mozart, avenida Cataluña, Muel, avenida Puente del Pilar, San Vicente de Paul, Coso, plaza España, plaza Aragón, paseo Pamplona, Conde Aranda, avenida Madrid, Comín Ros, Ramiro I de Aragón, Ramón J. Sénder, Vicente Blanco García

### Sentido Santa Isabel
Vicente Blanco García, Manuel de Falla, Miguel Labordeta, Julián Sanz Ibáñez, avenida Madrid, conde aranda, paseo Pamplona, plaza aragon, plaza España , avenida Puente del Pilar, avenida Cataluña, avenida Santa Isabel, avenida Real Zaragoza